# نوراباک
نوراباک (به ارمنی: Նորաբակ) سابقا عزیزلو (ارمنی: Ազիզլու) یک شهر در ارمنستان است که در استان گغارکونیک واقع شده‌است.  در  کیلومتری شمال گاوار، مرکز استان گغارکونیک واقع شده است.

## خصوصیات
نوراباک ۳۴۵ نفر جمعیت دارد و در ارتفاع متر بالاتر از سطح دریا قرار گرفته‌است.